# Reial Acadèmia de Farmàcia de Catalunya
La Reial Acadèmia de Farmàcia de Catalunya (RAFC) és una acadèmia establerta a Catalunya que té com a finalitat promoure l'estudi i la investigació de les ciències farmacèutiques i actuar com a òrgan consultiu de l'administració estatal i catalana d'acord amb la seva competència.
La Reial Acadèmia de Farmàcia de Catalunya té el seu origen en una institució creada el 1944 com a secció barcelonina de la 'Real Academia de Farmacia de Madrid', formada pels membres corresponents d'aquesta acadèmia residents a Barcelona i per alguns altres professionals. L'any 1955 l'Ajuntament de Barcelona cedí els locals de l'antiga farmàcia de l'Hospital de la Santa Creu de Barcelona per tal que aquesta secció de l'acadèmia de Madrid pogués establir-se i tenir la seva seu a Barcelona. Aquell mateix any, i com a continuació d'aquesta entitat, quedà constituïda com a tal la 'Reial Acadèmia de Farmàcia de Barcelona'. El seu primer president fou Guillem de Benavent. El 1957 la RAFC inicià la publicació de la Revista de la Reial Acadèmia de Farmacia de Barcelona, que a partir del 1992, d'acord amb el canvi de nom de l'Acadèmia prengué el nom Revista de la Reial Acadèmia de Farmacia de Catalunya. La RAFC té 35 membres numeraris. L’any 1992 l’Acadèmia va canviar el nom pel de Reial Acadèmia de Farmàcia de Catalunya, amb un àmbit d’actuació preferent dins el territori de la Comunitat Autònoma de Catalunya, tot i que també.
Des que la començà a presidir-la Guillem de Benavent i Camps (1956-1962), la RAFC ha tingut com a presidents a Fidel Enric Raurich i Sas (1963-1964), Antoni Esteve Siurana (1964-1965), Ramon San Martín i Casamada (1966-1980), Joan Sabater i Tobella (1981-1990), Josep Antoni Salvà i Miquel (1991-1993), Tomàs Adzet i Porredon (1993-1997), Josep Maria Suñé Arbussà (1997-2002), Josep Esteve i Soler (2002-2004), Miquel Ylla-Català i Genís (2005-2010), Josep Maria Ventura i Ferrero (2011-2018) i Jaime Casas Pla que fou nomenat president l'any 2018 i ocupa el càrrec actualment.
Dins del patrimoni de l'Acadèmia es troba la farmàcia de l’antic Hospital de la Santa Creu, amb la seva col·lecció de pots i capses d’apotecari, les publicacions de l'Acadèmia i els llibres que integren la biblioteca, i el Museu Cusí de Farmàcia, amb totes les seves col·leccions, instal·lat al Masnou, que és propietat de la Reial Acadèmia de Farmàcia de Catalunya des del 3 de juny de l'any 1997, per l'acta de donació de la família Cusí.